# Bibliothèques interuniversitaires d'Île-de-France
Après Mai 68 et la Loi Faure, l'université de Paris se divise en une dizaine d'universités à Paris et en Île-de-France. Pour éviter que cela n'entraîne une dispersion excessive de la documentation universitaire, il a été décidé de constituer des bibliothèques interuniversitaires. 
Après plusieurs évolutions, ce réseau comprend six bibliothèques qui ont chacune leur spécificité. Certaines préexistaient à la réorganisation des universités au moment de la Révolution française, d'autres ont été créés ultérieurement, soit de toutes pièces, soit par partage des fonds d'une autre bibliothèque. 

## Origines
Jusque dans les années 1950, l'université de Paris disposait de plusieurs bibliothèques. La principale était la bibliothèque de la Sorbonne, qui portait d'ailleurs le nom de bibliothèque de l'université de Paris. Elle regroupait la documentation pour les lettres et les sciences, du moins jusqu'à l'ouverture du campus de Jussieu. Il existait également des bibliothèques pour la faculté de droit, celle de médecine et celle de pharmacie. 

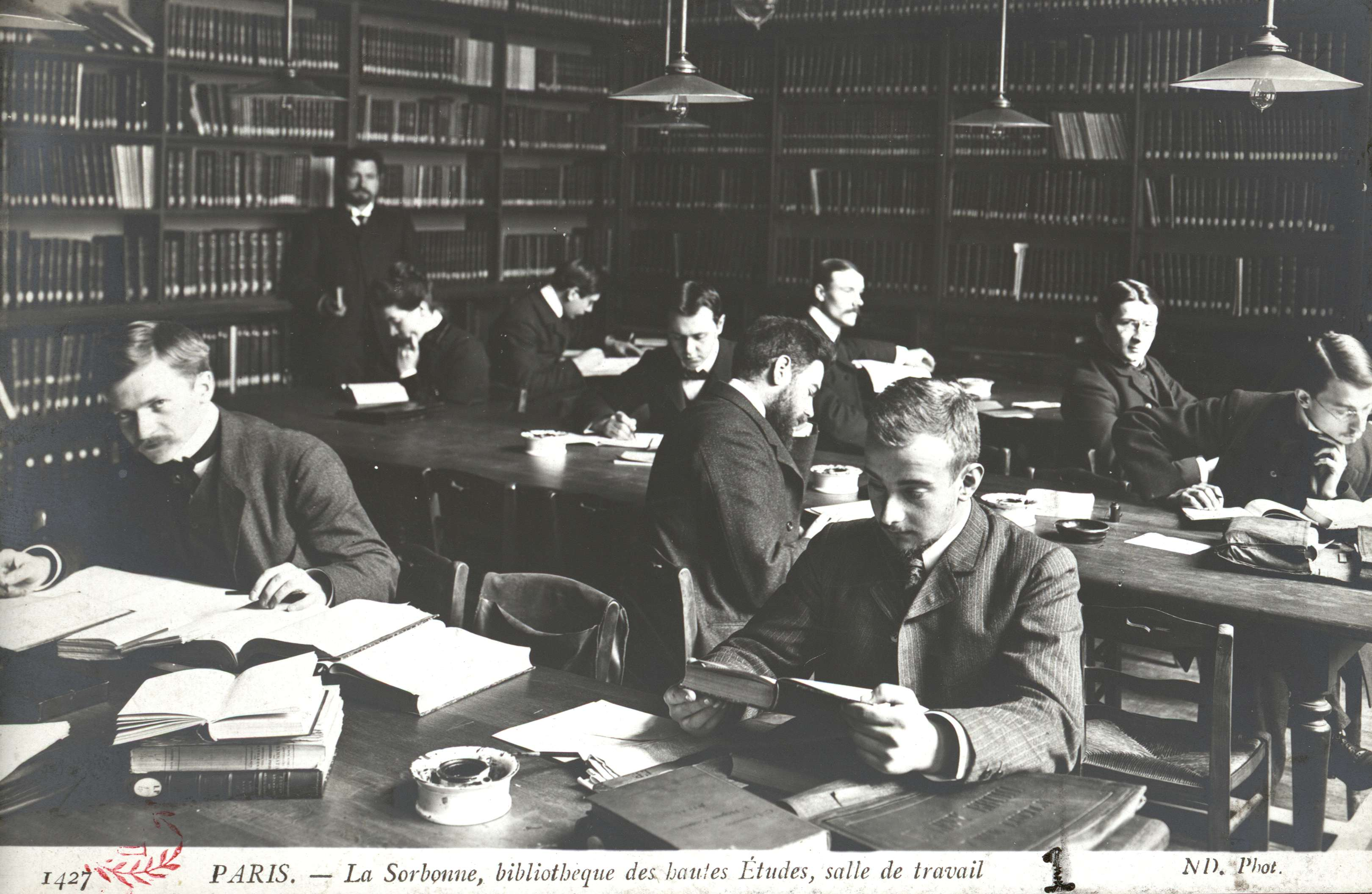
Bibliothèque des hautes études : salle de travail (actuelle salle Jankélévitch de la bibliothèque de la Sorbonne). ND Phot. Source : bibliothèque de la Sorbonne (NuBIS)

Dans l'entre deux guerres, trois autres bibliothèques sont rattachées à l'université de Paris. Il s'agit de la bibliothèque Sainte-Geneviève (1930) et de deux bibliothèques d'origine privée, la Bibliothèque d'art et d'archéologie (1918) et la Bibliothèque de documentation internationale contemporaine (1934). Enfin, après 1945, des centres universitaires se sont construits dans la capitale et dans la petite couronne (notamment à Nanterre où a éclaté le mouvement du 22 mars). Dans tous ces centres, des bibliothèques ont vu le jour. 

## Décret de 1972
Après les mouvements de mai 1968 et la Loi Faure, l'université de Paris a éclaté en plusieurs établissements. Dans un premier temps, les bibliothèques n'ont pas été entièrement séparées et il a été décidé de créer des bibliothèques interuniversitaires (BIU). 
Dans un premier temps, il est même envisagé, en application de l'article 16 de la loi Faure, que ces bibliothèques pourraient être autonomes et avoir le statut d'établissement public à caractère scientifique et culturel (EPSC). Soutenue par le Syndicat national des bibliothèques (SNB) affilié à la Fédération de l'Éducation nationale et par la direction des Bibliothèques et de la Lecture publique, cette éventualité est préparée pendant six mois environ (janvier à juin 1969) avant d'échouer devant l'opposition du ministre Olivier Guichard qui considère que cela irait à l'encontre de l'autonomie des universités que la loi entend mettre en œuvre. La formule finalement retenue est celle de services communs aux universités. D'abord réticent, le SNB se rallie à cette idée qui maintient un lien fort entre le ministère et les BIU et limite l'interventionnisme des universités de rattachement. Le fonctionnement général des nouveaux services communs interuniversitaires est défini par le décret no 70-1267 du 20 décembre 1970, mais ce décret réserve son application au cas francilien à un décret ultérieur.
Plus d'une année de négociations et de projets est nécessaire à la définition des bibliothèques interuniversitaires. Ce processus aboutit néanmoins au décret no 72-132 du 10 février 1972 qui institue quatre bibliothèques interuniversitaires baptisées A, B, C, D, la dernière devant être provisoire. Chacune de ces quatre bibliothèques a été constituée à partir de différentes bibliothèques préexistantes. Le même décret institue quatre bibliothèques respectivement pour les universités de Paris VIII, Paris IX, Paris X et Paris XI. 

## Décret de 1978
La bibliothèque interuniversitaire D qui devait être provisoire, ne voit en fait pas le jour du tout : le divorce entre les entités est acté après deux mois. Du côté des trois autres BIU, la mise en application du système présente de nombreuses difficultés : d'abord les universités souhaitent gagner en autonomie en ayant leurs propres bibliothèques ; ensuite la gestion des BIU n'était pas facile en raison de la disparité de taille entre les composantes et de difficultés administratives nombreuses (difficulté à constituer les conseils et à faire signer les conventions) ; enfin, entre-temps, la création de nouveaux centres universitaires avait entraîné la constitution d'autres services documentaires qu'il n'était pas toujours facile d'intégrer dans les cadres préexistants. 
Devant ce constat et après de nouvelles négociations, les bibliothèques interuniversitaires sont à leur tour démantelées à l'occasion du décret no 78-1122 du 16 novembre 1978. Les plus gros éléments sont restés bibliothèques interuniversitaires, mais de manière autonome, les plus petites entités ont été rattachées aux universités dont elles faisaient partie. Le tableau 1 décrit les quatre BIU (A, B, C, D), avec les éléments dont elles ont été composées et le devenir de ces bibliothèques après l'éclatement. 
| Bibliothèque interuniversitaire                                                | Composantes | Situation actuelle |
| ------------------------------------------------------------------------------ | --- | --- |
| A                                                                              | Bibliothèque de la Sorbonne | Érigée en SICD dont la gestion est confiée à l'université Panthéon-Sorbonne                                               |
| A                                                                              | Bibliothèque de l'ancienne faculté de droit | Érigée en SICD sous le nom de bibliothèque Cujas, dont la gestion est confiée à l'université Panthéon-Sorbonne            |
| A                                                                              | Bibliothèque Sainte-Geneviève | Érigée en SICD, dont la gestion est confiée à l'université Sorbonne-Nouvelle                                              |
| A                                                                              | Bibliothèque universitaire centrale des étudiants malades                                                                                           | Supprimée, ses collections étant réparties entre la Bibliothèque de Sorbonne Université (BSU) et le SCD de Paris-Nanterre |
| B                                                                              | Bibliothèque d'art et d'archéologie | Intégrée à l'Institut national d'histoire de l'art (INHA)                                                                 |
| B                                                                              | Bibliothèque du centre universitaire Censier | Rattachée au SCD de Paris III (actuelle Bibliothèque Sorbonne Nouvelle)                                                   |
| B                                                                              | Bibliothèque du centre universitaire Montgolfier | |
| B                                                                              | Bibliothèque du centre universitaire du Grand Palais                                                                                                | Rattachée au SCD de Paris IV (actuelle faculté des lettres de Sorbonne Université) puis supprimée                         |
| B                                                                              | Bibliothèque du centre universitaire de Clignancourt                                                                                                | Rattachée à la Bibliothèque de Sorbonne Université (BSU)                                                                  |
| B                                                                              | Bibliothèque du centre universitaire d'Asnières | Rattachée au SCD de Paris III (actuelle Bibliothèque Sorbonne Nouvelle)                                                   |
| B                                                                              | La Contemporaine | Érigée en SICD, rattaché à l'université Paris Nanterre                                                                    |
| C                                                                              | | |
| Bibliothèque de l'ancienne faculté de médecine et annexe, rue des Saints-Pères | Érigée en SICD sous le nom de Bibliothèque interuniversitaire de médecine (aujourd'hui BIU Santé de l'université Paris-Cité)                        | |
| Bibliothèque de l'ancienne faculté des sciences de Paris (Saint-Bernard)       | Érigée en SICD sous le nom de Bibliothèque interuniversitaire scientifique de Jussieu puis rattachée à la Bibliothèque de Sorbonne Université (BSU) | |
| Bibliothèque de l'ancienne faculté de pharmacie                                | Érigée en SICD sous le nom de Bibliothèque interuniversitaire de pharmacie (aujourd'hui BIU Santé de l'université Paris-Cité)                       | |
| Bibliothèques des Centres hospitaliers universitaires                          | | |
| Cochin-Port Royal                                                              | Rattachée au SCD de l'université Paris-Cité | |
| Necker-Enfants malades                                                         | Rattachée au SCD de l'université Paris-Cité | |
| Saint-Antoine                                                                  | Rattachée à la Bibliothèque de Sorbonne Université (BSU)                                                                                            | |
| Pitié-Salpêtrière                                                              | Rattachée à la Bibliothèque de Sorbonne Université (BSU)                                                                                            | |
| Broussais-Hôtel-Dieu                                                           | Rattachée au SCD de Paris VI puis au SCD de l'université Paris-Cité                                                                                 | |
| Bichat-Beaujon                                                                 | Rattachée au SCD de l'université Paris-Cité | |
| Paris Ouest-Garches                                                            | Rattachée au SCD de Paris V puis au SCD de l'université de Versailles-Saint-Quentin-en-Yvelines                                                     | |
| Lariboisière-Saint-Louis                                                       | Rattachée au SCD de l'université Paris-Cité | |
| D                                                                              | | |
| Bibliothèque du centre universitaire de Saint-Denis                            | Forment le SCD de Sorbonne Paris Nord | |
| Bibliothèque du centre universitaire de Villetaneuse                           | Forment le SCD de Sorbonne Paris Nord | |
| Bibliothèque du centre universitaire de Saint-Maur                             | Forment le SCD de Paris XII (UPEC) | |
| Bibliothèque du Centre hospitalier universitaire de Créteil                    | Forment le SCD de Paris XII (UPEC) | |
| Bibliothèque du centre universitaire de Créteil                                | Forment le SCD de Paris XII (UPEC) | |

## Décret de 1991
Le décret no 91-321 du 27 mars 1991 ne modifie guère le paysage des bibliothèques mais il tire les conséquences de la réforme de 1984-1985 (loi Savary). C'est ainsi que les bibliothèques universitaires deviennent des Services communs de documentation. Les bibliothèques interuniversitaires, baptisées Services interétablissements de coopération documentaire (SICD), sont chacune rattachée administrativement à une université. 
Le tableau 2 donne la liste actuelle des services interétablissements de coopération documentaire. 

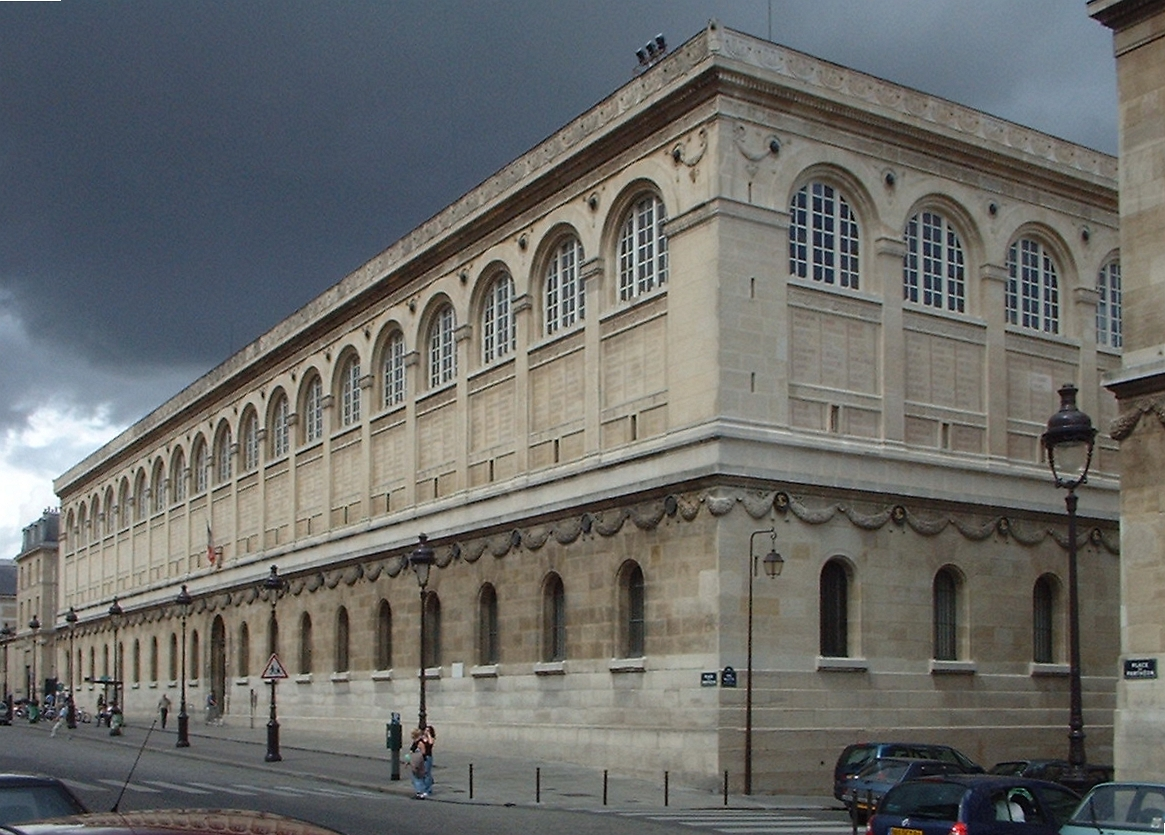
La bibliothèque Sainte-Geneviève

| Université de rattachement   | Services interétablissements de coopération documentaire   |
| ---------------------------- | ---------------------------------------------------------- |
| Université Panthéon-Sorbonne | Bibliothèque de la Sorbonne                                |
| Université Panthéon-Sorbonne | Bibliothèque Cujas                                         |
| Université Sorbonne Nouvelle | Bibliothèque Sainte-Geneviève                              |
| Université Sorbonne Nouvelle | Bibliothèque Sainte-Barbe                                  |
| Université de Paris          | Bibliothèque interuniversitaire santé                      |
| Université de Paris-Nanterre | Bibliothèque de documentation internationale contemporaine |

## Depuis 2000
Si les universités parisiennes ont été un peu oubliées dans le plan Université 2000, leur situation a été examinée dans le plan suivant, Université du 3e millénaire (U3M). La question des bibliothèques universitaires a fait l'objet d'un réexamen. Les changements dans le réseau s'étalent dans le temps, et si certains sont bien avancés, d'autres n'ont encore pas produit tous leurs effets. 
Depuis 2002, la Bibliothèque d'art et d'archéologie est intégrée à l'Institut national d'histoire de l'art (INHA) et n'a plus le statut de SICD. 
La bibliothèque Sainte-Barbe a été créée en 2004 sur l'emplacement de l'ancien collège. Ouverte au public le 9 mars 2009, elle accueille prioritairement des étudiants de niveau L pour désengorger la bibliothèque Sainte-Geneviève. 
À partir d'avril 2010, la bibliothèque de la Sorbonne fait l'objet d'importants travaux de rénovation, en particulier pour améliorer les conditions de sécurité contre l'incendie. Dans l'intervalle, les collections de cette bibliothèque sont consultables à la bibliothèque Sainte-Barbe. La bibliothèque de la Sorbonne rouvre en novembre 2013.
Les collections de la Bibliothèque interuniversitaire des langues orientales constituent l'élément essentiel de la nouvelle Bibliothèque universitaire des langues et civilisations (BULAC), construite sur la ZAC Paris Rive Gauche, à côté de la Bibliothèque nationale de France. Cette bibliothèque a été constituée sous la forme d'un groupement d'intérêt public, comme la loi en prévoit la possibilité. Elle remplace juridiquement la bibliothèque interuniversitaire des langues orientales dès juin 2010 et ouvre ses portes le 12 décembre 2011.  
La Bibliothèque interuniversitaire scientifique de Jussieu a subi les conséquences du plan de désamiantage de Jussieu ; les différentes sections ont été successivement déplacées et transférées. L'université Paris VII-Denis-Diderot a presque entièrement quitté le campus et a donc constitué sa propre bibliothèque de sciences sur le site des Grands Moulins de Paris. En conséquence, la BIUSJ a perdu son caractère interuniversitaire et a été intégrée au SCD de l'université Pierre-et-Marie-Curie. Elle intègre la Bibliothèque de Sorbonne Université (BSU) quelques années après avoir intégré le SCD de la faculté des sciences de Sorbonne Université. 
Les bibliothèques interuniversitaires de médecine et de pharmacie ont fusionné au 1er janvier 2011 pour former la bibliothèque interuniversitaire santé. 
Le décret de 1991 a été abrogé le 23 août 2011. Cette abrogation signifie que le gouvernement ne souhaite plus donner une liste officielle des bibliothèques interuniversitaires mais laisse les universités s'organiser en la matière.